# Sakineh Peri
Sakineh Peri, född 1902, död 1978, var en iransk läkare. Hon blev 1934 den första kvinnliga läkaren i Iran. 
Hennes föräldrar emigrerade till Ryssland under hennes barndom, där hon tog examen 1933. Hon emigrerade till Iran 1934, där hon bekräftade sin examen genom att avlägga prov på det nyligen universitet i Teheran. Hon etablerade sedan praktik i Bandar Gaz vid Kaspiska havet. 
Hon var den första kvinnliga kirurgen i Iran; det råder dock visst oklarhet om hon var dess första kvinnliga läkare på grund av ett obekräftat fall från 1910. 